# تحالف من أجل التغيير
تحالف من أجل التغيير هو تحالف انتخابي للانتخابات الرئاسية والبرلمانية جمع بين مؤيدي الرئيس سبستيان بنييرا في الانتخابات التشيلية 2009-2010. وكان التحالف الذي سبقه هو اتحاد من أجل تشيلي (Alianza por Chile). والأحزاب المشاركة في التحالف هي الاتحاد الديمقراطي المستقل (Unión Demócrata Independiente) والتجديد الوطني (Renovación Nacional)، وحزب تشيلي أولاً (ChilePrimero) وحركات الشمال العظيم (Norte Grande) والإنسانية المسيحية (Humanista Cristiano). يهدف خطاب هذا التحالف إلى تنحية الاختلافات التي أدت إلى حدوث استقطاب في المجتمع التشيلي، ويهدف الخطاب إلى التعاون معًا لصالح مستقبل دولة تشيلي بإنشاء تمثيل ديمقراطي لمختلف العقائد مع كامل الاحترام والتسامح والصداقة. 

## معلومات تاريخية
بعد انفصاله من اتحاد أحزاب الديمقراطية (Concertación de Partidos por la Democracia) وقيامه بتأسيس الحركة السياسية تشيلي أولاً، قام السيناتور فيرناندو فلوريس بدمج البرنامج السياسي المستقل بجانب كارلوس كانتيرو، الذي تبرأ من التجديد الوطني لتأسيس حركة الشمال العظيم; كارلوس بيانشي; وأدولفو زالديفار، من الديمقراطيين المسيحيين الذين يرتبطون ارتباطًا وثيقًا بـ الحزب الإقليمي للمستقلين (Partido Regionalista de los Independientes).
لقد لعبت هذه المجموعة من سيناتور مجلس الشيوخ دورًا أساسيًا في تقديم تحالف اليمينية اتحاد من أجل تشيلي، مثلما لعبت دورًا في تنحية الوزير ياسنا بروفوست بتهمة الاختلاس وفي تسمية جوفينو نوفوا (UDI) كرئيس لـ مجلس الشيوخ التشيلي.
بعد الانضمام إلى قائمة «تشيلي نظيفة. تصويت سعيد» (Chile Limpio. Vote Feliz، المعروف سابقًا باسم Por Un Chile Limpio)، حدث انفصال بين الأعضاء المؤسسين لحزب «تشيلي أولاً» على خلفية الموقف الذي سيحصل عليه الحزب قبل الانتخابات الرئاسية والبرلمانية لعام 2009. وفي ذات الوقت، دعم جورج شاولسون وفيرناندور فلورز مرشح «اتحاد من أجل تشيلي» سبستيان بنييرا وإيستبان فالينزويلا، ولقد رفض أيضًا أحد أعضاء البرلمان الاتحاد مع اليمين المعتدل وتبرأ من «تشيلي أولاً» لصالح دعم ماركو إينريك أومينامي. ولقد تم الإعلان رسميًا عن دعم حزب «تشيلي أولاً» للمرشح سبستيان بنييرا في السادس من مايو عام 2009, وفي اليوم نفسه أصبح «تحالف من أجل التغيير» تحالفًا رسميًا بانضمام «اتحاد من أجل تشيلي» و«تشيلي أولاً» وغيرها من الحركات السياسية الصغيرة.
في الانتخابات الرئاسية 2009-2010، فاز مرشح «تحالف من أجل التغيير» سبستيان بنييرا في الجولة الأولى بأكثر من 44% من الأصوات. وفي أثناء جولة الإعادة، فاز سبستيان بنسبة 51.61% من المصوتين التشيليين، التي نجح معها في الحفاظ على الرئاسة للفترة 2010-2014. ولقد قام بنير بحلف اليمين الرئاسي في 11 مارس 2010.

## القادة
- فرانسيسكو ألانيز، Corparaucanía
- كريستيان بيتار، Humanismo Cristiano
- روبرتو مايورجا، Humanismo Cristiano
- جوان أنتونيو كولوما، Unión Demócrata Independiente
- كارلوس لاريان، Renovación Nacional
- كارلوس كانتيرو، Norte Grande
- فيناندو فلورز، ChilePrimero
- سبستيان بنييرا، President of Chile

## وصلات خارجية
- Official Website